# 林誠
林 誠（はやし まこと、1969年6月10日 - ）は、日本の外交官。

## 人物
富山県出身。1993年3月に東京大学経済学部経済学科卒業後、外務省入省。在韓国大使館公使、大臣官房参事官等を経て、2024年7月より大臣官房審議官を務める。

## 略歴
- 1993年4月　外務省入省
- 2009年7月　国際連合日本政府代表部 一等書記官
- 2010年1月　国際連合日本政府代表部 参事官
- 2011年12月　北米局北米第二課 企画官
- 2012年1月　兼北米局（日米経済調整室長）
- 2015年9月　総合外交政策局軍縮不拡散・科学部不拡散・科学原子力課長
- 2018年1月　北米局北米第一課長
- 2019年7月　在大韓民国日本国大使館 参事官
- 2020年1月　在大韓民国日本国大使館 公使
- 2022年9月　大臣官房参事官兼アジア大洋州局、アジア大洋州局南部アジア部
- 2024年2月　大臣官房参事官兼アジア大洋州局（大使）、アジア大洋州局南部アジア部
- 2024年7月　大臣官房審議官（経済局、アジア大洋州局、アジア大洋州局南部アジア部担当）

## 同期
- 今西淳（23年ドバイ総領事）
- 今福孝男（24年大臣官房審議官）
- 大河内昭博（24年大臣官房審議官（アジア大洋州局、アジア大洋州局南部アジア部担当））
- 岡野結城子（24年国際文化交流審議官）